# Eucelatoria hypodermica
Eucelatoria hypodermica är en tvåvingeart som först beskrevs av Townsend 1927.  Eucelatoria hypodermica ingår i släktet Eucelatoria och familjen parasitflugor. Inga underarter finns listade i Catalogue of Life.